# 穆卡西皮达里尤尔
穆卡西皮达里尤尔（Mukasipidariyur），是印度泰米尔纳德邦Erode县的一个城镇。总人口11045（2001年）。

## 人口
该地2001年总人口11045人，其中男性5532人，女性5513人；0—6岁人口973人，其中男492人，女481人；识字率61.82%，其中男性为72.72%，女性为50.88%。